# Лямбда-зонд

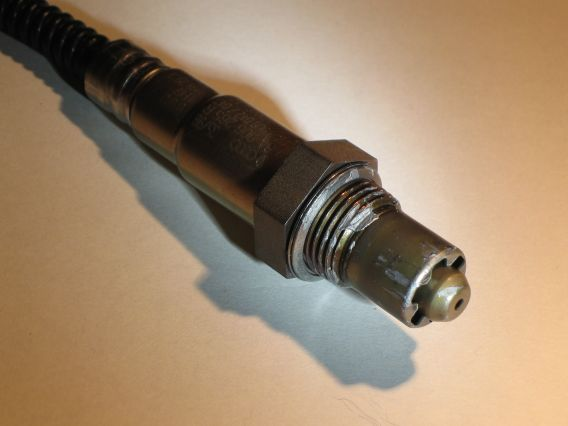
Автомобільний лямбда-зонд

Структурна схема системи впуску та вихлопу бензинових автомобільних двигунів:
1 — датчик витрати повітря, 2 i 3 — каталізатори, 4 — паливні форсунки, 5 — лямбда-зонд перед каталізатором (регулювальний), 6 — лямбда-зонд за каталізатором (контрольний), 7 — паливо, 8 — подавання повітря, 9 — вихлопні гази, ECU — електронний блок керування (контролер) двигуна

Лямбда-зо́нд (λ-зонд) або да́тчик концентра́ції ки́сню — датчик (частіше, два датчики) для вимірювання вмісту кисню у відпрацьованих газах, що розташований (розташовані) у випускній системі двигуна внутрішнього згоряння. Встановлення таких датчиків дозволяє забезпечити точне регулювання складу паливо-повітряної суміші у процесі роботи двигуна.

## Історична довідка
Зонди використовуються у бензинових двигунах з 1979, щораз більша кількість автомобілів і мотоциклів має більше ніж один лямбда-зонд, які розташовані перед і за каталітичним нейтралізатором. З 1992, щоб забезпечити відповідність вимогам щодо обмежень викидів вихлопних газів, зонди стали стандартним елементом автомобіля. Приблизно з 2000 лямбда-зонди почали встановлювати і в системах випуску відпрацьованих газів дизельних двигунів.
У світі є чотири головних виробники лямбда-зондів:
- NGK[1]
- Bosch
- Denso
- Delphi

## Особливості використання
Лямбда-зонд, що встановлений у вихлопній системі автомобіля повинен визначати вміст кисню у вихлопі, що характеризує ефективність згоряння паливо-повітряної суміші у циліндрах двигуна. Сигнал з лямбда-зонда надходить електронного блоку керування двигуном (англ. Engine Control Module, ECM або англ. engine control unit, ECU), котрий на цій основі регулює склад суміші. Умовою правильної роботи зонда є його розігрівання до відповідної температури.
Блок керування двигуном з певною періодичністю (не менше 2-х разів на секунду на холостих обертах і частіше при зростанні частоти обертання двигуна та низки інших параметрів) знімає сигнал з лямбда-зонда та порівнює отримане значення із значенням, закладеним в пам'ять. Якщо поточне значення відрізняється від заданого (оптимального, відповідного обраному робочому режиму), то контролер видає команду на збільшення або зменшення тривалості упорскування палива форсунками, тобто здійснюється точне підналагодження режиму роботи двигуна під поточну ситуацію з досягненням максимальної економії палива та мінімізації шкідливих викидів.

## Походження назви
Зонд отримав свою назву від літери лямбда (λ), що використовується для характеристики співвідношення кількості повітря та кількості палива у паливо-повітряній суміші. Суміш є ідеальною (стехіометричною) якщо містить стільки повітря, скільки його потрібно для повного згоряння пального. Наприклад, для бензину це відношення становить близько 14,7 (маса повітря) : 1 (маса палива).
В стехіометрії — λ = (реальна кількість повітря) / (потрібна кількість повітря).
- λ = 1 — стехіометрична (теоретично ідеальна) суміш;
- λ > 1 — бідна суміш;
- λ < 1 — багата суміш (надлишок бензину, повітря недостатньо для повного згорання палива).

Перші «лямбда-зонди» були резистивними, тобто змінювали свій опір залежно від вмісту кисню у відпрацьованих газах. Сучасні датчики працюють як порогові елементи.
Оскільки деяка кількість кисню повинна бути присутньою у вихлопі для нормального допалювання СО і СН на каталізаторі, для точнішого регулювання використовують другий датчик, розташований за каталізатором.

## Особливості конструкції та принцип роботи двоточкового датчика

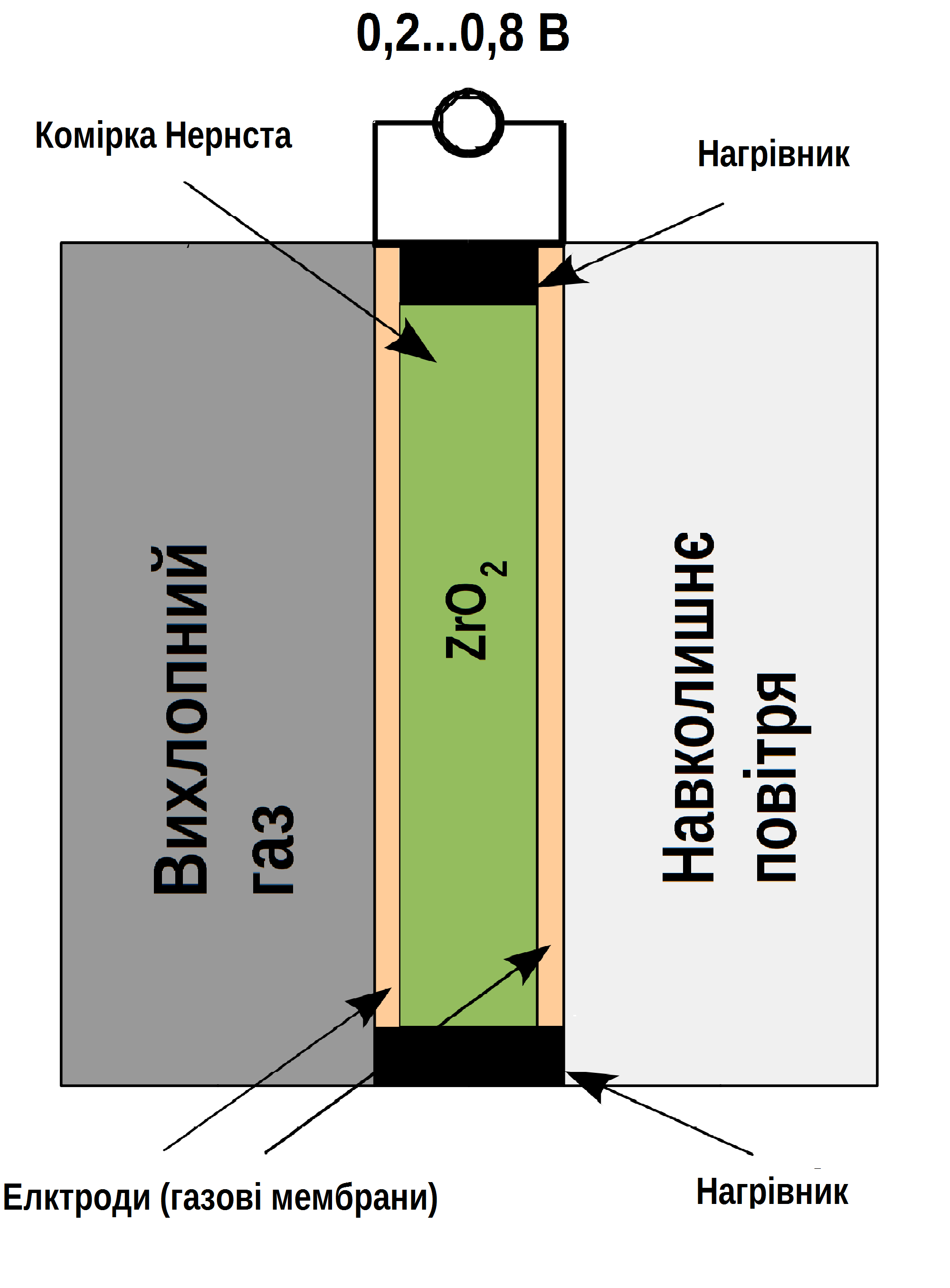
Структура типового двоточкового датчика кисню

Робота лямбда-зонда базується на законі, сформульованому Вальтером Нернстом (рівняння Нернста). Лямбда-зонд, або гальванічний елемент виконаний з керамічного матеріалу з діоксиду цирконію (ZrO2). Кераміка легована оксидом ітрію, а поверх неї напилені тонкі струмопровідні пористі електроди з платини. Конструкція зонда відпрацьовувалась під кінець 60-х років XX століття у компанії Robert Bosch GmbH вченим Гюнтером Бауманом (нім. Günter Bauman). Зонд встановлювався у випускному колекторі двигуна внутрішнього згорання так, що одна його сторона контактувала з гарячими вихлопними газами, температура яких у тому місці сягала до 300 °C, а інша контактувала з навколишнім повітрям.
Спечена кераміка з діоксиду цирконію при температурі вищій за 300 °C перетворюється на твердий електроліт з іонною провідністю. З метою підтримання відповідної температури зонди можуть оснащуватись підігрівачем. Шари платини на їх поверхні служать електродами, електричний потенціал на яких є функцією концентрації кисню в газах, з якими вони перебувають у контакті. У разі великої різниці в концентрації кисню на протилежних сторонах датчик генерує електрорушійну силу до 1 В за величиною.
Напруга, що генерується сенсором передається до контролера складу паливо-повітряної суміші в двигуні. Цей модуль підтримує склад суміші, так щоб за певних умов навантаження двигуна, виду палива та погодних умов забезпечити найоптимальнішу роботу двигуна і зведення до мінімуму викидів монооксиду вуглецю (чадного газу).
Для стабілізації температурного режиму при холостому ході двигуна, (при невисокій температурі відпрацьованих газів) і для зменшення часу прогрівання після запуску холодного двигуна чутливий елемент датчиків переважно має вбудований нагрівник. Ознакою таких датчиків є наявність більше двох контактів і дещо інша конструкція. Кисневі датчики з елементом підігріву (англ. Heater Oxygen Sensors) входять у робочий режим за десятки секунд, що дозволяє зменшити витрату палива, скоротити викиди шкідливих речовин в атмосферу і продовжити термін служби каталітичного нейтралізатора.

## Широкосмуговий лямбда-зонд

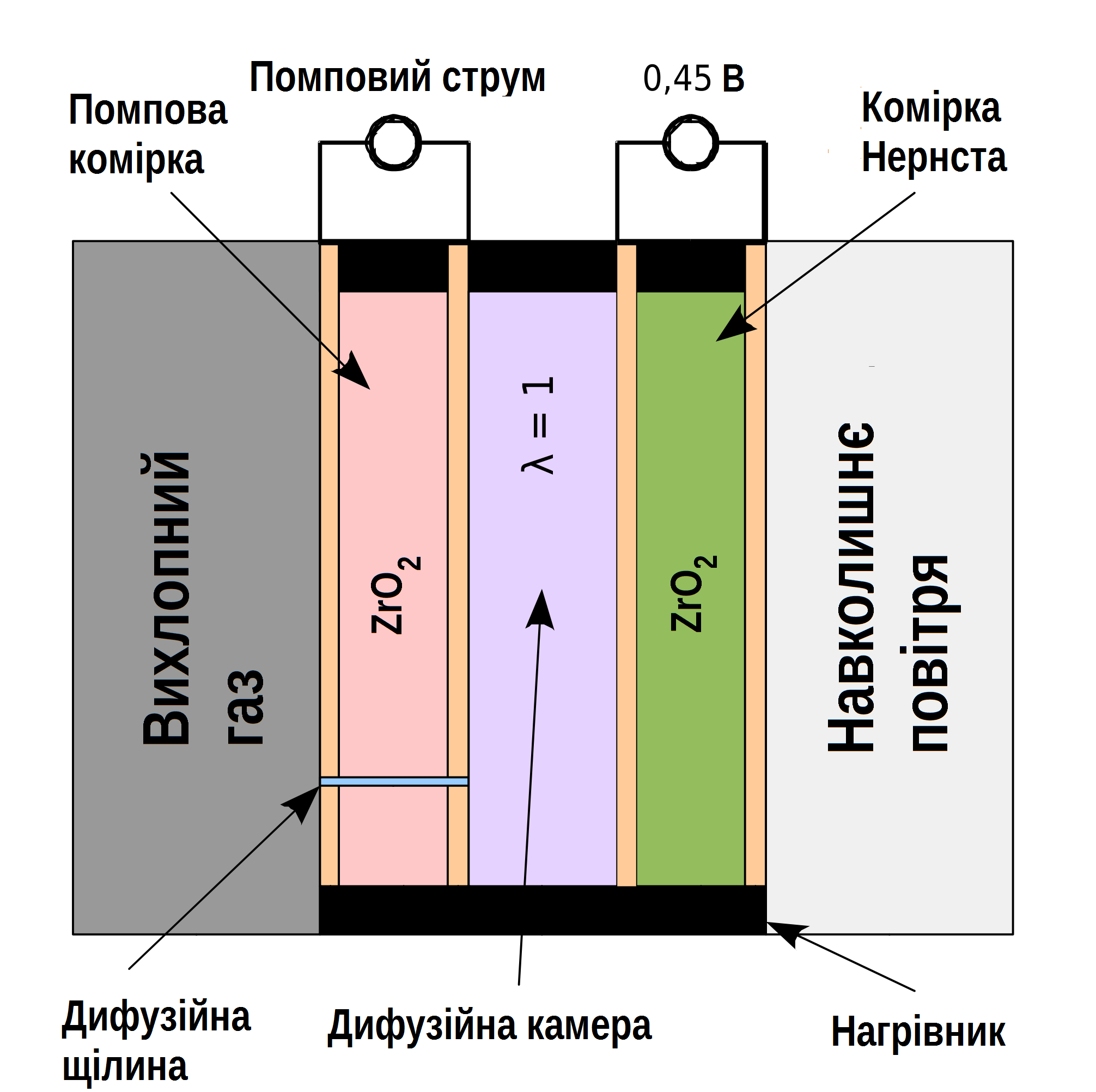
Широкосмуговий датчик кисню (структурна схема)

Варіацію датчика на базі діоксиду цирконію, що отримала назву широкосмуговий датчик (англ. wideband zirconia sensor), було представлено NTK Technologies (входить до складу NGK) у 1992 році 1992 і знайшов широке застосування у системах керування автомобільними двигунами для задоволення постійно зростаючого попиту на економію палива, зменшення рівнем викидів та підвищення ККД двигуна одночасно.
Основна відмінність широкосмугового зонда у порівнянні зі звичайним λ-зондом — це наявність двох цирконієвих комірок: сенсорної (комірки Нернста) і, так званої, помпової комірки (англ. pump cell). Вони розділені дифузійною камерою (англ. diffusion chamber) шириною від 0,01 до 0,05 мм. Склад газового вмісту дифузійної камери постійно відповідає λ = 1, що для сенсорної комірки означає напругу у 450 мВ. Склад газу у зазорі і разом з ним напруга сенсора підтримуються за допомогою зміни напруги, що прикладається до помпової комірки. При бідній суміші і напрузі сенсора нижчій за 450 мВ комірка виводить кисень з дифузійної порожнини. Якщо суміш є багатою і напруга перевищує 450 мВ, струм змінює свій напрям, і помпова комірка транспортує кисень у дифузійний зазор. Отже величина і напрям струму помпової комірки свідчить про вміст кисню у вихлопних газах. При цьому інтегрований нагрівальний елемент встановлює температуру зони від 700 до 800 °C. За величиною прикладеної напруги визначається реальний склад суміші. На відміну від стандартного датчика кисню, напруга такого датчика може бути як позитивною, так і від'ємною. Позитивна напруга вказує бідну суміш, від'ємна напруга — ознака збагаченої суміші. Нормальний діапазон зміни напруги становить приблизно 1,5 В. В результаті ECM контролює напругу керування помповою коміркою для підтримання на сенсорі напруги 0,45 В. Це дає можливість визначати і реагувати на зміну складу паливної суміші в діапазоні від 12:1 до 22:1.
Широкосмуговий датчик має три елементи:
1. Іонно-киснева помпова комірка
2. Вузькосмугова сенсорна комірка
3. Нагрівний елемент

Схема підключення широкосмугового датчика зазвичай має шість контактів:
1. резистивний нагрівний елемент (два контакти);
2. сенсор;
3. помпова комірка;
4. калібрувальний резистор;
5. корпус.

Струм широкосмугового датчика Ipn і відповідні значення λ:
| Ipn, мА | −5.000 | −4.000 | −3.000 | −2.000 | −1.000 | −0.500 | 0.000 | 0.500 | 1.000 | 1.500 | 2.000 | 2.500 | 3.000 | 4.000 |
| λ       | 0.673  | 0.704  | 0.753  | 0.818  | 0.900  | 0.948  | 1.000 | 1.118 | 1.266 | 1.456 | 1.709 | 2.063 | 2.592 | 5.211 |

## Особливості експлуатації
Передчасний вихід з ладу лямбда-зонда найчастіше спричиняється:
- застосуванням етилованого бензину або наявністю у ньому нерегламентованих присадок;
- багаторазовими невдалими спробами запуску двигуна, в результаті яких у випускному трубопроводі скупчуються пари незгорілого палива, здатного зайнятися з утворенням ударної хвилі;
- перегріванням наконечника датчика, викликаним перебоями в запалюванні, порушеннями в системі контролю випередження запалювання, коли двигун тривалий час працює на надмірно збагаченій паливній суміші;
- надмірними частотами обертання двигуна, коли стрілка тахометра перебуває у «червоній зоні».

Можливими ознаками виходу з ладу кисневого датчика є:
- сигнал бортової системи діагностики (світіння контрольної лампи «CHECK ENGINE» і фіксація певних кодів несправностей у пам'яті контролера);
- короткочасне включення контрольної лампи «CHECK ENGINE» при прискоренні автомобіля;
- нестійка робота двигуна на холостих обертах;
- підвищена витрата палива і погіршення динаміки автомобіля;
- потріскування і запах гару в районі розташування каталізатора, а також нагрівання каталізатора аж до розжареного стану.